# Polizeiliche planmäßige Überwachung
Polizeiliche planmäßige Überwachung war ein Instrument des NS-Regimes, mit dem die Kriminalpolizei (Kripo) Menschen ohne richterlichen Beschluss überwachen konnte.
Reichsweit einheitlich geregelt wurden die Planmäßige polizeiliche Überwachung und die Polizeiliche Vorbeugehaft mit dem Runderlass Vorbeugende Verbrechensbekämpfung durch die Polizei des Reichsinnenministeriums vom 14. Dezember 1937, den örtlichen Dienststellen wurde aber ein großer Ermessensspielraum gegeben. Die Maßnahmen richteten sich insbesondere gegen „Berufsverbrecher“, „Arbeitsscheue“, Obdachlose, „Zigeuner“, Prostituierte und Homosexuelle.
Der Erlass vom Dezember 1937 sah vor, dass, wer „mindestens dreimal“ zu einer Haftstrafe „von mindestens 3 Monaten rechtskräftig verurteilt worden“ war, unter „Planmäßige polizeiliche Überwachung“ gestellt werden konnte.
Aus einem Auflagenkatalog wählten die Polizeibeamten je nach Person unterschiedliche Bestimmungen aus. Bestandteil der Planmäßigen polizeilichen Überwachung war in vielen Fällen, dass die betreffende Person bei Nacht die Wohnung nicht verlassen durfte, sich regelmäßig einmal pro Woche bei der Kripo zu melden hatte, jeden Wohnungswechsel dort innerhalb von 24 Stunden anzeigen musste und die Stadt nur mit Genehmigung verlassen durfte. Zudem konnte den zu überwachenden Personen verboten werden, bestimmte Orte aufzusuchen oder mit bestimmten Personen Kontakt zu haben. Diese Maßnahmen blieben oft über Jahre bestehen.
Gegen die Polizeiliche planmäßige Überwachung und gegen die Polizeiliche Vorbeugehaft konnten keine Rechtsmittel eingelegt werden, so dass mittels dieser Maßnahmen ein rechtsfreier Raum entstand.
Der Erlass und die Durchführungsrichtlinien wurden insbesondere vom SS-Standartenführer Paul Werner, Abteilungsleiter im Reichssicherheitshauptamt, verfasst.

## Forschungsliteratur
- Andreas Schwegel: Der Polizeibegriff im NS-Staat. Polizeirecht, juristische Publizistik und Judikative 1931-1944. Mohr Siebeck, Tübingen 2005, ISBN 3-16-148762-1, (Beiträge zur Rechtsgeschichte des 20. Jahrhunderts, 48), (Zugleich: Göttingen, Univ., Diss., 2004).
- Karl-Leo Terhorst: Polizeiliche planmäßige Überwachung und polizeiliche Vorbeugungshaft im Dritten Reich. Ein Beitrag zur Rechtsgeschichte vorbeugender Verbrechensbekämpfung. Müller Juristischer Verlag, Heidelberg 1985, ISBN 3-8114-4085-3, (Studien und Quellen zur Geschichte des deutschen Verfassungsrechts A, 13), (Zugleich: Bonn, Univ., Diss., 1984/85).
- Patrick Wagner: Volksgemeinschaft ohne Verbrecher. Konzeptionen und Praxis der Kriminalpolizei in der Zeit der Weimarer Republik und des Nationalsozialismus. Christians, Hamburg 1996, ISBN 3-7672-1271-4, (Hamburger Beiträge zur Sozial- und Zeitgeschichte 34), (Zugleich: Hamburg, Univ., Diss., 1995: Kommissar Sisyphus träumt vom letzten Fall).